# Мађарска реформаторска црква у Старој Моравици
Мађарска реформаторска црква у Старој Моравици, насељеном месту на територији општине Бачка Топола, подигнута је 1822. године. Црква представља непокретно културно добро као споменик културе.

## Архитектура
Концепцијом простора, волумена и декоративних елемената, како чисто стилских, тако и оних преузетих из народног стваралаштва, представља спој барокно – класицистичких одлика једне особене варијанте. Мобилијар ентеријера (проповедаоница, хорови, клупе-седала, централно култно место „парадис” оргуље) су изведени у класицистичком стилу. Наос је под таваницом, нема свода.
Црква је једнобродна, лоцирана на узвишењу валовитог терена којим доминира. Бочни зидови и апсида, рашчлањени су пиластрима који почивају на постаментима и завршавају се јонским полукапителима, испод којих се спуштају по два цвета у облику звона који излазе један из другог. Необична купола изведена је у једној специјалној стилизацији барока, покривен лимом, који је декорисан обојеним жуто лименим биљним рељефима. На апсиди су споља полукружни прозори, изнутра зазидани. Спољни изглед бочних зидова одговарају унутрашњем, са подједнако удаљеним пиластрима, профилисаних капитела и полукружних отвора.